# توريرت الحد (آيت يحيى)
توريرت الحد هو دُوَّار يقع بجماعة أساكي، إقليم تارودانت، جهة سوس ماسة في المملكة المغربية. ينتمي الدوّار لمشيخة آيت يحيى التي تضم 14 دوار. يقدر عدد سكانه بـ 331 نسمة حسب الإحصاء الرسمي للسكان والسكنى لسنة 2004.

## روابط خارجية
- البوابة الوطنية للجماعات الترابية نسخة محفوظة 12 مارس 2018 على موقع واي باك مشين.
- المندوبية السامية للتخطيط